# Panurginus barletae
Panurginus barletae är en biart som beskrevs av Patiny 2002. Panurginus barletae ingår i släktet bergsbin, och familjen grävbin. Inga underarter finns listade i Catalogue of Life.